# 奥托迪科斯
奥托迪科斯（希臘語： Ἀλκίμαχος；前四世紀人物），是馬其頓貴族，出身希臘色薩利裔，是馬其頓腓力三世的軍官。
他是馬其頓宮廷要人阿加托克利斯的三子，有一個日後成為亞歷山大大帝繼業者之一的兄長利西馬科斯，除此之外奥托迪科斯還有另外兩個兄弟阿爾其馬科斯、腓力，兄弟四人都在首都培拉受教育長大。
前321年第一次繼業者戰爭結束，在特里帕拉迪蘇斯分封協議中奥托迪科斯成為國王腓力三世新任命的四位近身護衛官之一，這個職位兄長利西馬科斯曾經於亞歷山大大帝時期擔任過，很可能奥托迪科斯當上這個職位受到利西馬科斯影響，畢竟利西馬科斯在第一次繼業者戰爭中屬於勝者這一方。
在利西馬科斯稱王以後，奥托迪科斯待在兄長的宮廷內，並擁有很高的地位。根據銘文發現，奥托迪科斯有一個妻子名為艾得雅（Adeia），兩人育有孩子。 

## 來源
1. ↑  Lund, Lysimachus: A Study in Early Hellenistic Kingship, p.3
2. ↑  Heckel, Who’s who in the age of Alexander the Great: prosopography of Alexander’s empire, p.65